# Thescelosaurus
Thescelosaurus (/ˌθɛs[invalid input: 'ɨ']ləˈsɔːrəs/ THESS-il-ə-SOR-əs; ancient Greek θέσκελος-/theskelos- nghĩa là "như thần", "tuyệt duyệt", hoặc "kỳ lạ" và σαυρος/sauros "thằn lằn") là một chi khủng long ornithopoda xuất hiện vào thời kỳ Creta muộn tại nơi ngày nay là Bắc Mỹ. Nó là một trong những khủng long cuối cùng, tồn tại ngay trước sự kiện tuyệt chủng kỷ Creta-Paleogen khoảng 66 triệu năm trước. Nhiều mẫu vật được bảo quản tốt và tương đối đầy đủ cho thấy nó có lẽ thích sống gần các dòng chảy.